# Rózsa Félix
Rózsa Félix (Földes, 1870. augusztus 12. – Budapest, 1923. május 17.) főorvos.

## Élete
Rózsa (1864-ig Rosenberg) Jakab (1838–1897) községi orvos és Breitner Róza fia. Középiskoláját a Debreceni Református Kollégiumban, az egyetemet Budapesten végezte. 1894-ben avatták orvossá. Ettől fogva 1899-ig Stiller Bertalan egyetemi tanár asszisztense volt a Pesti Izraelita Hitközség kórházának belgyógyászati osztályán. 1899-tól Budapesten dolgozott gyakorló orvosként. 1913-ban kinevezték az Erzsébet Szegényházi Kórház orvosává, ahol haláláig dolgozott. Több cikkei megjelent a Gyógyászatban, az Orvosi Hetilapban és a Pester medizinische-chirurgische Pressében.
1907. március 24-én Kunszentmiklóson házasságot kötött Bauer Ilonával, akitől két évvel később elvált. Egy gyermekük született, Anna.

## Munkái
- A pesti izraelita hitközség kórházának története (Budapest, 1897)
- Pericarditis calculosa Dysphagiával. Közlemény a pesti izraelita kórháznak Stiller Bertalan dr. egyetemi rk. tanár alatt álló belgyógyászati osztályáról. Budapest, 1898. (Különnyomat az Orvosi Hetilapból. Németül különnyomat a Pester medizinische-chirurgische Presséből, 1900.)